# Fatal Fury: King of Fighters
Fatal Fury: King of Fighters is een computerspel dat werd ontwikkeld en uitgegeven door SNK. Het spel werd uitgebracht op 20 december 1991 voor de Neo-Geo. Later werd het spel ook uitgebracht op andere platforms. Het spel is een vechtspel en ook een arcadespel geweest.
Het spel speelt zich af in het fictieve stadje Southtown. Dit stadje wordt geteisterd door Geese Howard en zijn organisatie. De speler moet met Terry Bogard, Andy Bogard en Joe Higashi een een-op-eengevecht met Geese en zijn bende aangaan. Het spel kan met de joystick of gamecontroller bestuurd worden.

## Ontwikkelteam
- Producenten: Big Boss, E. Kawasaki
- Planners: Deru Deri, Tsukamichi-2
- Karakterontwerp: Ponsuke, Tsuzakingyo, Deru Deri, Moriyan, Soe Soe, Somatoreend, Lucky Okkiy, Boko Pyon
- Assistent-karakterontwerp: Sakita Kakaree, Kama Kama Maoarian, Kimoryaer, Batayan, Tabui Chang, Ochiai Shunin Takepy, Simachang
- Programmeurs: Yamatan, Kura
- Assistent-programmeurs: Konchang, Nakamuura
- Muziek: Konny, Yokochang, Muraisan, Tarkun, Tate & Bunnyboys, Finish Hiroshi, Michael Beard, Goooam Kakaree
- Assistent-muziek: Miyagami T.100, S.Akutagama, Tome, Popyu Natho 3 Tarou, Mukai

## Personages
Bespeelbaar:
- Terry Bogard
- Andy Bogard
- Joe Higashi

Computergestuurd:
- Duck King
- Richard Meyer
- Michael Max
- Tung Fu Rue
- Hwa Jai
- Raiden
- Billy Kane
- Geese Howard

## Platforms
| Jaar | Platform                      |
| ---- | ----------------------------- |
| 1991 | Arcade, Neo Geo               |
| 1992 | SNES                          |
| 1993 | Sega Mega Drive, Sharp X68000 |
| 1994 | Neo Geo CD                    |
| 2007 | Wii Virtual Console           |
| 2008 | Windows                       |
| 2010 | PSP, PlayStation 3            |

Het spel maakte onderdeel uit van het compilatiespel SNK Arcade Classics Vol. 1 dat werd uitgebracht voor de PlayStation 2, PlayStation Portable en de Wii.

## Ontvangst
| Beoordeeld door                     | Platform        | Datum             | Score |
| ----------------------------------- | --------------- | ----------------- | ----- |
| Computer and Video Games (CVG)      | Neo Geo         | maart 1992        | 94%   |
| Sega Force                          | Sega Mega Drive | 30 september 1993 | 89%   |
| GameFan Magazine                    | Sega Mega Drive | april 1993        | 87%   |
| Pixel-Heroes.de                     | Neo Geo         | maart 2009        | 70%   |
| N-Force                             | SNES            | februari 1993     | 63%   |
| Video Games                         | SNES            | augustus 1993     | 62%   |
| Digital Press - Classic Video Games | Neo Geo         | 14 september 2005 | 50%   |
| Defunct Games                       | Neo Geo         | 18 april 2004     | 42%   |
| Digital Press - Classic Video Games | SNES            | 13 september 2005 | 20%   |
| The Video Game Critic               | SNES            | 24 november 2001  | 16%   |